# Denise Janzee
Pour les articles homonymes, voir Janzee.
 (octobre 2018).
Si vous disposez d'ouvrages ou d'articles de référence ou si vous connaissez des sites web de qualité traitant du thème abordé ici, merci de compléter l'article en donnant les références utiles à sa vérifiabilité et en les liant à la section « Notes et références ».
Denise Janzee, née en 1966 à Rotterdam, est une réalisatrice et scénariste néerlandaise.

## Carrière
Elle est la fille de l'acteur Leendert Janzee et de l'actrice Willeke van Ammelrooy.

## Filmographie
- 2012 : Alone in the World
- 2013 : Jamey's Fight[4]
- 2016 : A Cow In A Wrong Body[5]
- 2016 : Kampioenen van Amsterdam : co-réalisé avec Marjolijn Heijnen et Xander De Boer[6]
- 2017 : Fighting Against The Wind
- 2017 : My Name Is Nobody[7]